# José da Cunha Brochado
José da Cunha Brochado (ur. 2 kwietnia 1651 w Cascais, zm. 27 września 1733) – portugalski dyplomata.
W latach 1699–1704 pełnił funkcje ambasadora Portugalii w Paryżu. W latach 1710–1715 pełnił analogiczną funkcję w Londynie.
24 maja 1725 roku José da Cunha Brochado otrzymał instrukcję jako nowy ambasador Portugalii w Hiszpanii, by doprowadzić do utworzenia ligi ofensywno-defensywnej między Hiszpanią a Portugalią. Rezultatem jego misji były podpisane 13 października 1725 preliminaria matrymonialne między infantem portugalskim D. José a  Marianą Victórią de Bourbon, córką Filipa V Burbona, króla Hiszpanii. 3 września podpisano traktat małżeński.